# Luční potok v Podkrkonoší
Luční potok v Podkrkonoší este o arie protejată (arie specială de conservare — SAC, sit de importanță comunitară — SCI) din Republica Cehă întinsă pe o suprafață de 3,56 ha, integral pe uscat.

## Localizare
Centrul sitului Luční potok v Podkrkonoší este situat la coordonatele 50°35′20″N 15°47′47″E / 50.588889°N 15.796389°E.

## Înființare
Situl Luční potok v Podkrkonoší a fost declarat sit de importanță comunitară în aprilie 2005 pentru a proteja 1 specie de animale. Situl a fost protejat și ca arie specială de conservare în mai 2014.

## Biodiversitate
Situată în ecoregiunea continentală, aria protejată nu include niciun habitat protejat.
La baza desemnării sitului se află o specie protejată de  nevertebrate: Austropotamobius torrentium.